# Hydrovatus bedoanus
Hydrovatus bedoanus är en skalbaggsart som beskrevs av Bruneau de Miré och Legros 1963. Hydrovatus bedoanus ingår i släktet Hydrovatus och familjen dykare. Inga underarter finns listade i Catalogue of Life.